# Cañada de Islas
Cañada de Islas är en ort i Mexiko.   Den ligger i kommunen Mexticacán och delstaten Jalisco, i den centrala delen av landet, 400 km nordväst om huvudstaden Mexico City. Cañada de Islas ligger 1 760 meter över havet och antalet invånare är 368.
Terrängen runt Cañada de Islas är kuperad åt sydväst, men åt nordost är den platt. Runt Cañada de Islas är det glesbefolkat, med 19 invånare per kvadratkilometer. Närmaste större samhälle är Nochistlán, 13,7 km norr om Cañada de Islas. I omgivningarna runt Cañada de Islas växer huvudsakligen savannskog.